# Ronald Herbert
Ronald Herbert Nadal fue un abogado uruguayo y presidente de la Corte Electoral.

## Biografía
Egresado de la Universidad de la República en 1967 como Doctor en Derecho. Comparte desde 1996 su estudio profesional con Juan Andrés Ramírez, Eugenio Xavier de Mello y Alejandro Abal Oliú.
Fue Profesor Grado 5 de Derecho Internacional Privado, habiendo ejercido la enseñanza de grado y posgrado. Ha sido representante de Uruguay en las Conferencias Interamericanas de Derecho Internacional Privado de la OEA. También presidió el Colegio de Abogados del Uruguay (1999-2003). Fue Defensor de Oficio en lo Penal y paralelamente ejerció el cargo de Director de esa Defensoría del Poder Judicial desde 1981  hasta el año 2010.
Desde 2010 era Presidente de la Corte Electoral del Uruguay, dejó su cargo en 2014 debido a problemas de salud.

## Fallecimiento
Falleció el 18 de diciembre de 2014, se encontraba internado debido a varios problemas de salud.